# Кубок Люксембургу з футболу 2018—2019
Кубок Люксембургу з футболу 2018–2019 — 94-й розіграш кубкового футбольного турніру в Люксембурзі. Титул ввосьме здобув Ф91 Дюделанж.

## Календар
| Раунд            | Дата                           | Матчі | Клуби     |
| ---------------- | ------------------------------ | ----- | --------- |
| Попередній раунд | 5 вересня 2018                 | 4     | 104 → 100 |
| Перший раунд     | 7-12 вересня 2018              | 36    | 100 → 64  |
| 1/32 фіналу      | 21-23 вересня 2018             | 32    | 64 → 32   |
| 1/16 фіналу      | 27-28 жовтня 2018              | 16    | 32 → 16   |
| 1/8 фіналу       | 9 грудня 2018 - 17 лютого 2019 | 8     | 16 → 8    |
| 1/4 фіналу       | 3 квітня 2019                  | 4     | 8 → 4     |
| 1/2 фіналу       | 24 квітня 2019                 | 2     | 4 → 2     |
| Фінал            | 26 травня 2019                 | 1     | 2 → 1     |

## Регламент
Згідно з регламентом клуби Національного футбольного дивізіону Люксембургу стартують з 1/32 фіналу. На всіх стадіях команди грають по одному матчу.

## 1/16 фіналу
| Команда 1                        | Рахунок      | Команда 2               |
| -------------------------------- | ------------ | ----------------------- |
| 27 жовтня 2018                   |              |                         |
| Бурсхайд (4)                     | 1:16         | Фола                    |
| Кер'єнґ (2)                      | 0:5          | Женесс (Еш)             |
| 28 жовтня 2018                   |              |                         |
| Уніон (Мертерт-Вассербілліг) (2) | 5:1          | Коппхен (2)             |
| Прогрес                          | 1:0          | Гостерт                 |
| Сандвайлер (2)                   | 0:6          | Ф91 Дюделанж            |
| Рюмеланж                         | 1:4          | УНА Штрассен            |
| Еш (2)                           | 2:1 дч       | Уніон Тітус Петанж      |
| Ерпельданж 72 (2)                | 2:6 дч       | РМ Гамм Бенфіка         |
| Женесс (Канах) (2)               | 0:2          | Алерт Біссен (2)        |
| Мамер 32 (2)                     | 0:1          | Мюхленбах Лузітанос (2) |
| КеБра 01 (4)                     | 0:2          | Етцелла                 |
| Спортінг (Бертранж) (3)          | 3:2          | Альянс (Айсхдалл) (3)   |
| Свіфт (2)                        | 1:3          | Мондорф-ле-Бен          |
| Расінг                           | 2:2 пен. 4:5 | Діфферданж 03           |
| Роданж 91 (2)                    | 1:1 пен. 8:9 | Вікторія Роспорт        |
| Уніон 05 (3)                     | 1:1 пен. 3:4 | Вільц (2)               |

## 1/8 фіналу
| Команда 1               | Рахунок | Команда 2                        |
| ----------------------- | ------- | -------------------------------- |
| 9 грудня 2018           |         |                                  |
| Ф91 Дюделанж            | 2:1     | Фола                             |
| Етцелла                 | 1:0     | Женесс (Еш)                      |
| РМ Гамм Бенфіка         | 2:4     | Прогрес                          |
| Еш (2)                  | 1:2 дч  | УНА Штрассен                     |
| Спортінг (Бертранж) (3) | 1:3 дч  | Уніон (Мертерт-Вассербілліг) (2) |
| Мондорф-ле-Бен          | 2:1 дч  | Діфферданж 03                    |
| Вільц (2)               | 0:2     | Вікторія Роспорт                 |
| 17 лютого 2019          |         |                                  |
| Мюхленбах Лузітанос (2) | 1:0     | Алерт Біссен (2)                 |

## 1/4 фіналу
| Команда 1                        | Рахунок      | Команда 2        |
| -------------------------------- | ------------ | ---------------- |
| 3 квітня 2019                    |              |                  |
| Ф91 Дюделанж                     | 3:2 дч       | Мондорф-ле-Бен   |
| Етцелла                          | 1:1 пен. 7:6 | УНА Штрассен     |
| Уніон (Мертерт-Вассербілліг) (2) | 2:0          | Вікторія Роспорт |
| Мюхленбах Лузітанос (2)          | 0:3          | Прогрес          |

## 1/2 фіналу
| Команда 1                        | Рахунок | Команда 2 |
| -------------------------------- | ------- | --------- |
| 24 квітня 2019                   |         |           |
| Ф91 Дюделанж                     | 3:1     | Прогрес   |
| Уніон (Мертерт-Вассербілліг) (2) | 0:3     | Етцелла   |

## Фінал
| 26 травня 2019 18:00 (EEST) |

| Ф91 Дюделанж                                              | 5:0      | Етцелла |
| --------------------------------------------------------- | -------- | ------- |
| Кутур'є 55' Тюрпель 59' Йорданов 66' Штольц 69' Перес 88' | Протокол |         |

| Жозі Бартель, Люксембург Глядачів: 2 866 Арбітр: Сержіо Родрігес |